# André Zwartbol
André Zwartbol (Sliedrecht, 28 april 1969) is een Nederlandse journalist en voormalige televisiepresentator. 
In 1993 werkte hij als redacteur bij het Reformatorisch Dagblad (RD). Hij kwam in september 1994 bij het tv-actualiteitenprogramma Twee Vandaag in dienst als algemeen verslaggever. 
Van 1996 tot en met 2003 presenteerde hij de Haagse rubriek van Twee Vandaag. In die functie interviewde hij wekelijks bewindslieden en parlementariërs. Van 1998 tot 2004 was hij presentator van Twee Vandaag. Van 2001 tot 2004 deed hij daarnaast ook eindredactie.
In september 2004 verhuisde hij met de EO naar Netwerk, dat hij tot augustus 2008 voor die omroep presenteerde. Daarna maakte hij een overstap naar het Nederlands Dagblad (ND), evenals het RD een christelijke krant. Bij het ND is hij redacteur, teamleider van de redactie Opinie en columnist.